# Spagna all'Eurovision Young Musicians
La Spagna ha debuttato all'Eurovision Young Musicians 1988, svoltosi ad Amsterdam, nei Paesi Bassi.
La nazione è riuscita a raggiungere la finale solo una volta, arrivando seconda.

## Partecipazioni
- Primo posto
- Secondo posto
- Terzo posto

| Anno                                    | Artista                    | Strumento   | Canzone | Posizione       | Posizione       |
| Anno                                    | Artista                    | Strumento   | Canzone | Finale          | Semifinale      |
| --------------------------------------- | -------------------------- | ----------- | --- | --------------- | --------------- |
| 1988                                    | José Ramon Mendez          | Pianoforte  | N.A. | Non qualificata | Non qualificata |
| 1990                                    | Fernado Alvarez Goicoechea | Fisarmonica | N.A. | Non qualificata | Non qualificata |
| 1992                                    | Antonio Serrano            | Fisarmonica | N.A. | 2°              | N.A.            |
| 1994                                    | Dolores Rodríguez Paredes  | Chitarra    | 1) Estudio No.11, di Heitor Villa-Lobos | Non qualificata | Non qualificata |
| 1996                                    | Maia Turullols             | Pianoforte  | N.A. | Non qualificata | Non qualificata |
| 1998                                    | Leticia Muñoz Moreno       | Violino     | N.A. | Non qualificata | Non qualificata |
| 2000                                    | Jelena Pogoszova           | Violino     | N.A. | Non qualificata | Non qualificata |
| Nessuna partecipazione dal 2002 al 2016 |                            |             | |                 |                 |
| 2018                                    | Sara Valencia              | Violino     | 1) Capriccio Basco, Op. 24, di Pablo de Sarasate 2) Capriccio No. 13 in B flat maggiore, di Niccolò Paganini 3) 3° movimento (Finale) di Concerto per Violino, No. 1 in G minore, Op. 24, di Max Bruch | Non qualificata | Non qualificata |
| Nessuna partecipazione dal 2020 al 2024 |                            |             | |                 |                 |